# Гражданская война в Перу (1867)
Гражданская война в Перу 1867 года (исп. Guerra civil peruana de 1867) или Революция 1867 года — вооружённый конфликт между консерваторами во главе с генералом Педро Диесом Кансеко и полковником Хосе Бальтой и правительством президента Мариано Игнасио Прадо, мандат которого считался конституционно сомнительным.
Генерал Мариано Игнасио Прадо пришел к власти в 1865 году после победоносной революции против правительства генерала Хуана Антонио Песета. Прадо провозгласил себя диктатором и победоносно возглавил войну против Испании, последним действием которой стал сражение при Кальяо 2 мая 1866 года. Как только международный конфликт закончился, Прадо захотел легитимизировать свою власть. 28 июля 1866 года он издал указ о назначении выборов президента республики и Учредительного конгресса, который должен был разработать новую конституцию. На выборах в октябре 1866 года Прадо победил. 29 августа 1867 года Учредительный конгресс обнародовал новую либеральную конституцию. Это вызвало большое недовольство среди части консервативных политиков. В защиту Конституции 1860 года выступил даже ветеран маршал Рамон Кастилья, который организовал свое последнее революционное приключение в провинции Тарапака, но умер посреди пустыни 30 мая 1867 года.
Революция вспыхнула в Арекипе, где граждане отказались принести присягу Конституции 1867 года, которая 11 сентября была сожжена на площади Пласа-де-Армас. Революционеры подняли флаг защиты Конституции 1860 года, и генерал Педро Диес Кансеко, бывший вице-президент при Песете, возглавил движение. Одновременно на севере, в Чиклайо, загорелся еще один революционный очаг, возглавляемый полковником Хосе Бальтой.
12 октября 1867 года Прадо во главе армии численностью чуть более 3000 человек двинулся на юг с целью подавить революцию в Арекипе. 19 ноября, после неудачного штурма города, началась осада Арекипы. Город обстреливался из современных орудий — 68-мм пушки (длина пять метров, масса пять тонн и дальность стрельбы восемь километров) и 100-фунтовой пушки Блейкли. 27 декабря Прадо приказал провести второй штурм, также закончившийся провалом. Затем Прадо, сократив свою осадную армию до 1800 человек, решил вернуться в Лиму.
Одновременно шла осада Чиклайо. Бальта организовал оборону города, и в течение 26 дней горожане успешно противостояли лучше вооруженным и более многочисленным правительственным войскам.
Прадо отправился морем в Кальяо, куда прибыл 5 января 1868 года. Местное кабильдо (муниципалитет) продемонстрировало недовольство его правительством, и Прадо подал в отставку, передав власть генералу Луису Ла Пуэрте. Но 8 января в Кальяо прибыл генерал Франсиско Диес Кансеко, брат Педро Диеса Кансеко, который временно взял на себя власть до 22 января, когда передал ее своему брату. Таким образом Педро Диес Кансеко в третий раз стал временным президентом (ранее он делал это в 1863 и 1865 годах). Конституция 1860 года была восстановлена, и были назначены выборы, на которых победил Хосе Бальта.